# Антарктическая программа США
Антарктическая программа США (англ. United States Antarctic Program, USAP; ранее United States Antarctic Research Program,USARP и United States Antarctic Service,USAS) — государственная организация США для исследований в Антарктике. Её финансирует Национальный научный фонд.
В настоящее время имеется три круглогодичных станции в Антарктике (Мак-Мердо, Амундсен-Скотт, Палмер) и несколько сезонных лагерей. У организации также имеются исследовательские суда, работающие в антарктических водах.
Бюджет программы в 2008 году составил 295 млн долларов.